# Amori in corso
Amori in corso è un film del 1989 diretto da Giuseppe Bertolucci.

## Trama
Bianca e Anna sono due studentesse di medicina che, alla vigilia di un esame, decidono di trascorrere qualche giorno nella villa in campagna dei genitori di Bianca. Arrivate a destinazione, le due ragazze inizieranno ad avere qualche screzio, causato sia dalle loro diversità caratteriali, sia dall'amore di entrambe per Cesare, anche lui frequentante medicina e prossimo a fare loro visita. L'arrivo alla villa di Daniela, la fidanzata del ragazzo, porterà Bianca e Anna a riavvicinarsi e a confidarsi; arriveranno a capire qual è il vero motivo che le ha spinte in quel luogo.

## Produzione

### Cast
Stella Vordemann venne scelta grazie ad una sua fotografia che Bertolucci vide ad una mostra fotografica. Amanda Sandrelli invece aveva già lavorato con il regista in Strana la vita. Francesca Prandi è alle prime armi ma dimostra una grande capacità recitativa che ci trasmette le grandi emozioni del film.

### Riprese
Il film è stato girato nella Val Pessola nella provincia di Parma.

## Critica
- Il dizionario Morandini assegna al film tre stelle su cinque e lo definisce un film farfalla sotto il segno della grazia[2][3].
- Il dizionario Farinotti gli assegna tre stelle su cinque senza fornire un giudizio critico[4].

## Riconoscimenti
Ha vinto il primo premio al Salso Film & TV Festival di Salsomaggiore Terme.
- Ciak d'oro
  - 1990

Migliore attrice non protagonista ad Amanda Sandrelli.
Candidatura a migliore sceneggiatura a Giuseppe Bertolucci, Domenico Rafele e Lidia Ravera
Candidatura a migliore fotografia a Fabio Cianchetti
Candidatura a migliore scenografia a Ermita Frigato